# Cristatogobius lophius
Cristatogobius lophius és una espècie de peix de la família dels gòbids i de l'ordre dels perciformes.

## Morfologia
- Els mascles poden assolir 5,1 cm de longitud total.
- Nombre de vèrtebres: 26.[4][5]

## Hàbitat
És un peix de clima subtropical i demersal que viu entre 0-12 m de fondària.

## Distribució geogràfica
Es troba al Pacífic occidental: el Japó, les Filipines, Tailàndia i Indonèsia.

## Observacions
És inofensiu per als humans.